# Palác Ál-Sachír
Palác Ál-Sachír, také známý jako Sachírský palác, je palác v pouštní oblasti Sachír na západě Bahrajnu. Palác leží u Zallakské dálnice, severovýchodně od Bahrajnského závodního okruhu, města Zallak a Bahrajnské univerzity. Leží jihozápadně od Sadadu, Šárakanu a Dár Kulajbu, nejbližšího města k paláci.

## Dějiny
Podle několika různých zdrojů byl postaven mezi lety 1870 až 1901. Je to jedna z nejvýznamnějších budov v zemi. Rozsáhlý komplex byl kdysi sídlem vládce Bahrajnu šejka Hamada, který se do paláce nastěhoval kolem roku 1925. Palác si velmi oblíbil. Žil tam se svou ženou Hošou a pravidelně zval prominentní šlechtice a politické osobnosti ze Spojeného království i odjinud, aby v paláci povečeřeli. Nicméně budova byla po jeho smrti v roce 1942 opuštěna a po celá desetiletí byla na znamení úcty uzavřená. Malířka Christine Rollittová navštívila Bahrajn v 70. letech a v roce 1977 palác namalovala. V roce 1983 byl stále opuštěný, v polovině 90. let prošel rekonstrukcí. K paláci se přijíždí kolem velbloudí farmy podél silnice 105. Dva kilometry od paláce směrem na Zallak je ropný vrt, který je vyzdoben jako dudek. Kolem roku 1985 byla v blízkosti paláce postavena Univerzita Arabského zálivu.
Dnes se palác používá pro jedny z nejvýznamnějších událostí v Bahrajnu. George W. Bush navštívil palác 12. ledna 2008. Bushova návštěva podnítila demonstraci před americkou ambasádou v Manámě, které se účastnilo asi 300 lidí s transparenty jako „Bush není vítán“. Dne 12. března 2011 se v paláci setkali americký ministr obrany Robert Gates a korunní princ Salmán ibn Hamad Al Chalífa s bahrajnským králem Hamadem bin Ísá Ál Chalífa. V březnu 2009 zemřela v paláci Hesa bint Salmán Ál Chalífa.

## Architektura
Palác je postaven v tradičním bílém islámském stylu, běžném na Středním východě. Je postaven převážně z velkých oblouků a sloupů, kupole a impozantního minaretu. Majlis paláce Ál-Sachír je údajně 12 m dlouhý.